# Gran Premio di superbike di Misano Adriatico 2005
Il Gran Premio di superbike di Misano Adriatico 2005 è stato la sesta prova su dodici del campionato mondiale Superbike 2005, disputato il 26 giugno sul circuito di Misano, in gara 1 ha visto la vittoria di Régis Laconi davanti a Chris Vermeulen e Troy Corser, lo stesso risultato si è ripetuto anche in gara 2.
La vittoria nella gara valevole per il campionato mondiale Supersport 2005 è stata ottenuta da Sébastien Charpentier, mentre la gara della Superstock 1000 FIM Cup viene vinta da Riccardo Chiarello e quella del campionato Europeo della classe Superstock 600 da Claudio Corti.

## Risultati

### Gara 1

#### Arrivati al traguardo[6]
| Pos. | Nº  | Pilota              | Squadra                     | Motocicletta       | Giri | Tempo     | Griglia | Punti |
| ---- | --- | ------------------- | --------------------------- | ------------------ | ---- | --------- | ------- | ----- |
| 1º   | 55  | Régis Laconi        | Ducati Xerox                | Ducati 999F05      | 24   | 39:07.157 | 3º      | 25    |
| 2º   | 77  | Chris Vermeulen     | Winston Ten Kate Honda      | Honda CBR 1000RR   | 24   | +0:04.439 | 2º      | 20    |
| 3º   | 11  | Troy Corser         | Alstare Suzuki Corona Extra | Suzuki GSXR1000 K5 | 24   | +0:08.043 | 1º      | 16    |
| 4º   | 1   | James Toseland      | Ducati Xerox                | Ducati 999F05      | 24   | +0:10.198 | 7º      | 13    |
| 5º   | 57  | Lorenzo Lanzi       | Ducati SC Caracchi          | Ducati 999RS       | 24   | +0:14.105 | 10º     | 11    |
| 6º   | 41  | Noriyuki Haga       | Yamaha Motor Italia WSB     | Yamaha YZF R1      | 24   | +0:16.841 | 21º     | 10    |
| 7º   | 7   | Pierfrancesco Chili | Klaffi Honda                | Honda CBR 1000RR   | 24   | +0:18.000 | 6º      | 9     |
| 8º   | 9   | Chris Walker        | PSG-1 Kawasaki Corse        | Kawasaki ZX10      | 24   | +0:20.110 | 15º     | 8     |
| 9º   | 10  | Fonsi Nieto         | Ducati SC Caracchi          | Ducati 999RS       | 24   | +0:21.468 | 19º     | 7     |
| 10º  | 31  | Karl Muggeridge     | Winston Ten Kate Honda      | Honda CBR 1000RR   | 24   | +0:22.590 | 4º      | 6     |
| 11º  | 99  | Steve Martin        | Foggy Petronas Racing       | Petronas FP1       | 24   | +0:24.800 | 8º      | 5     |
| 12º  | 6   | Mauro Sanchini      | PSG-1 Kawasaki Corse        | Kawasaki ZX10      | 24   | +0:26.201 | 23º     | 4     |
| 13º  | 30  | José Luis Cardoso   | D.F.X. Treme                | Yamaha YZF R1      | 24   | +0:27.795 | 14º     | 3     |
| 14º  | 155 | Ben Bostrom         | Renegade Koji               | Honda CBR 1000RR   | 24   | +0:31.185 | 16º     | 2     |
| 15º  | 8   | Ivan Clementi       | Team Pedercini              | Ducati 999RS       | 24   | +0:34.975 | 12º     | 1     |
| 16º  | 12  | Lorenzo Alfonsi     | D.F.X. Treme                | Yamaha YZF R1      | 24   | +0:37.297 | 17º     |       |
| 17º  | 45  | Gianluca Vizziello  | Italia Lorenzini by Leoni   | Yamaha YZF R1      | 24   | +0:53.084 | 18º     |       |
| 18º  | 17  | Miguel Praia        | DFXtreme Sterilgarda        | Yamaha YZF R1      | 24   | +1:25.485 | 32º     |       |
| 19º  | 73  | Giuseppe Zannini    | Team Giesse                 | Yamaha YZF R1      | 24   | +2:12.092 | 33º     |       |
| 20º  | 74  | Adam Badziak        | Poland Position             | Suzuki GSXR1000    | 23   | +1 giro   | 34º     |       |

#### Ritirati
| Nº  | Pilota          | Squadra                     | Motocicletta       | Giri | Griglia |
| --- | --------------- | --------------------------- | ------------------ | ---- | ------- |
| 24  | Garry McCoy     | Foggy Petronas Racing       | Petronas FP1       | 20   | 22º     |
| 25  | Alessio Velini  | Team Pedercini              | Ducati 999RS       | 18   | 30º     |
| 71  | Yukio Kagayama  | Alstare Suzuki Corona Extra | Suzuki GSXR1000 K5 | 15   | 5º      |
| 19  | Lucio Pedercini | Team Pedercini              | Ducati 999RS       | 15   | 24º     |
| 92  | Luca Conforti   | Guandalini                  | Ducati 999RS       | 12   | 20º     |
| 20  | Marco Borciani  | DFXtreme Sterilgarda        | Ducati 999RS       | 10   | 27º     |
| 200 | Giovanni Bussei | Klaffi Honda                | Honda CBR 1000RR   | 6    | 11º     |
| 3   | Norifumi Abe    | Kawasaki Bertocchi          | Kawasaki ZX10      | 6    | 25º     |
| 76  | Max Neukirchner | Yamaha Motor France-Ipone   | Yamaha YZF R1      | 6    | 9º      |
| 75  | Norino Brignola | Guandalini                  | Ducati 999RS       | 4    | 26º     |
| 113 | Paolo Blora     | Piazza Corse                | Ducati 998RS       | 4    | 29º     |
| 21  | Michel Nickmans | Zone Rouge                  | Yamaha YZF R1      | 3    | 31º     |
| 88  | Andrew Pitt     | Yamaha Motor Italia WSB     | Yamaha YZF R1      | 2    | 13º     |
| 72  | Michele Gallina | GallinaTeam                 | MV Agusta F4 1000  | 2    | 28º     |

### Gara 2

#### Arrivati al traguardo[7]
| Pos. | Nº  | Pilota              | Squadra                     | Motocicletta       | Giri | Tempo     | Griglia | Punti |
| ---- | --- | ------------------- | --------------------------- | ------------------ | ---- | --------- | ------- | ----- |
| 1º   | 55  | Régis Laconi        | Ducati Xerox                | Ducati 999F05      | 25   | 40:46.260 | 3º      | 25    |
| 2º   | 77  | Chris Vermeulen     | Winston Ten Kate Honda      | Honda CBR 1000RR   | 25   | +0:01.491 | 2º      | 20    |
| 3º   | 11  | Troy Corser         | Alstare Suzuki Corona Extra | Suzuki GSXR1000 K5 | 25   | +0:03.143 | 1º      | 16    |
| 4º   | 1   | James Toseland      | Ducati Xerox                | Ducati 999F05      | 25   | +0:14.562 | 7º      | 13    |
| 5º   | 7   | Pierfrancesco Chili | Klaffi Honda                | Honda CBR 1000RR   | 25   | +0:16.291 | 6º      | 11    |
| 6º   | 41  | Noriyuki Haga       | Yamaha Motor Italia WSB     | Yamaha YZF R1      | 25   | +0:18.600 | 21º     | 10    |
| 7º   | 31  | Karl Muggeridge     | Winston Ten Kate Honda      | Honda CBR 1000RR   | 25   | +0:24.065 | 4º      | 9     |
| 8º   | 99  | Steve Martin        | Foggy Petronas Racing       | Petronas FP1       | 25   | +0:24.503 | 8º      | 8     |
| 9º   | 57  | Lorenzo Lanzi       | Ducati SC Caracchi          | Ducati 999RS       | 25   | +0:25.865 | 10º     | 7     |
| 10º  | 200 | Giovanni Bussei     | Kawasaki Bertocchi          | Kawasaki ZX10      | 25   | +0:28.458 | 11º     | 6     |
| 11º  | 9   | Chris Walker        | PSG-1 Kawasaki Corse        | Kawasaki ZX10      | 25   | +0:28.522 | 15º     | 5     |
| 12º  | 71  | Yukio Kagayama      | Alstare Suzuki Corona Extra | Suzuki GSXR1000 K5 | 25   | +0:31.223 | 5º      | 4     |
| 13º  | 6   | Mauro Sanchini      | PSG-1 Kawasaki Corse        | Kawasaki ZX10      | 25   | +0:33.345 | 23º     | 3     |
| 14º  | 12  | Lorenzo Alfonsi     | D.F.X. Treme                | Yamaha YZF R1      | 25   | +0:35.792 | 17º     | 2     |
| 15º  | 3   | Norifumi Abe        | Yamaha Motor France-Ipone   | Yamaha YZF R1      | 25   | +0:39.660 | 25º     | 1     |
| 16º  | 17  | Miguel Praia        | DFXtreme Sterilgarda        | Yamaha YZF R1      | 25   | +1:25.453 | 32º     |       |
| 17º  | 73  | Giuseppe Zannini    | Team Giesse                 | Yamaha YZF R1      | 25   | +1:37.770 | 33º     |       |
| 18º  | 74  | Adam Badziak        | Poland Position             | Suzuki GSXR1000    | 24   | +1 giro   | 34º     |       |

#### Ritirati
| Nº  | Pilota             | Squadra                   | Motocicletta      | Giri | Griglia |
| --- | ------------------ | ------------------------- | ----------------- | ---- | ------- |
| 88  | Andrew Pitt        | Yamaha Motor Italia WSB   | Yamaha YZF R1     | 21   | 13º     |
| 24  | Garry McCoy        | Foggy Petronas Racing     | Petronas FP1      | 18   | 22º     |
| 92  | Luca Conforti      | Guandalini                | Ducati 999RS      | 18   | 20º     |
| 76  | Max Neukirchner    | Klaffi Honda              | Honda CBR 1000RR  | 17   | 9º      |
| 155 | Ben Bostrom        | Renegade Koji             | Honda CBR 1000RR  | 14   | 16º     |
| 25  | Alessio Velini     | Team Pedercini            | Ducati 999RS      | 12   | 30º     |
| 75  | Norino Brignola    | Guandalini                | Ducati 999RS      | 11   | 26º     |
| 45  | Gianluca Vizziello | Italia Lorenzini by Leoni | Yamaha YZF R1     | 10   | 18º     |
| 19  | Lucio Pedercini    | Team Pedercini            | Ducati 999RS      | 9    | 24º     |
| 30  | José Luis Cardoso  | D.F.X. Treme              | Yamaha YZF R1     | 8    | 14º     |
| 113 | Paolo Blora        | Piazza Corse              | Ducati 998RS      | 6    | 29º     |
| 10  | Fonsi Nieto        | Ducati SC Caracchi        | Ducati 999RS      | 5    | 19º     |
| 21  | Michel Nickmans    | Zone Rouge                | Yamaha YZF R1     | 3    | 31º     |
| 72  | Michele Gallina    | GallinaTeam               | MV Agusta F4 1000 | 2    | 28º     |
| 8   | Ivan Clementi      | Team Pedercini            | Ducati 999RS      | 1    | 12º     |

### Supersport

#### Arrivati al traguardo
| Pos. | Nº  | Pilota                | Squadra                     | Motocicletta    | Giri | Tempo     | Griglia | Punti |
| ---- | --- | --------------------- | --------------------------- | --------------- | ---- | --------- | ------- | ----- |
| 1º   | 16  | Sébastien Charpentier | Winston Ten Kate Honda      | Honda CBR 600RR | 23   | 38'14.344 | 3º      | 25    |
| 2º   | 99  | Fabien Foret          | Megabike                    | Honda CBR 600RR | 23   | +0.496    | 1º      | 20    |
| 3º   | 21  | Katsuaki Fujiwara     | Winston Ten Kate Honda      | Honda CBR 600RR | 23   | +4.981    | 2º      | 16    |
| 4º   | 11  | Kevin Curtain         | Yamaha Motor Germany        | Yamaha YZF R6   | 23   | +13.367   | 4º      | 13    |
| 5º   | 23  | Broc Parkes           | Yamaha Motor Germany        | Yamaha YZF R6   | 23   | +19.396   | 7º      | 11    |
| 6º   | 161 | Simone Sanna          | Improve Racing              | Honda CBR 600RR | 23   | +22.277   | 8º      | 10    |
| 7º   | 12  | Javier Forés          | Alstare Suzuki Corona Extra | Suzuki GSX 600R | 23   | +26.558   | 10º     | 9     |
| 8º   | 30  | Alessandro Antonello  | Kawasaki Bertocchi          | Kawasaki ZX 6RR | 23   | +26.871   | 12º     | 8     |
| 9º   | 18  | Cristiano Migliorati  | Lightspeed Kawasaki         | Kawasaki ZX 6RR | 23   | +26.901   | 9º      | 7     |
| 10º  | 25  | Tatu Lauslehto        | Klaffi Honda                | Honda CBR 600RR | 23   | +27.564   | 13º     | 6     |
| 11º  | 127 | Robbin Harms          | Stiggy Motorsports          | Honda CBR 600RR | 23   | +31.558   | 21º     | 5     |
| 12º  | 77  | Barry Veneman         | Suzuki Nederland            | Suzuki GSX 600R | 23   | +36.341   | 16º     | 4     |
| 13º  | 116 | Johan Stigefelt       | Stiggy Motorsports          | Honda CBR 600RR | 23   | +37.712   | 17º     | 3     |
| 14º  | 82  | Camillo Mariottini    | Start Team                  | Honda CBR 600RR | 23   | +38.284   | 11º     | 2     |
| 15º  | 8   | Stéphane Chambon      | Gil Motor Sport             | Honda CBR 600RR | 23   | +40.437   | 20º     | 1     |
| 16º  | 33  | Ivan Goi              | Bike Service                | Yamaha YZF R6   | 23   | +46.639   | 19º     |       |
| 17º  | 19  | Jarno Janssen         | Suzuki Nederland            | Suzuki GSX 600R | 23   | +47.315   | 15º     |       |
| 18º  | 81  | Arie Vos              | Yamaha Racing Support       | Yamaha YZF R6   | 23   | +49.916   | 18º     |       |
| 19º  | 14  | Andrea Berta          | Ducati Selmat               | Ducati 749 R    | 23   | +1'01.652 | 23º     |       |
| 20º  | 46  | Piergiorgio Bontempi  | Ducati Selmat               | Ducati 749 R    | 23   | +1'01.997 | 14º     |       |
| 21º  | 28  | Sami Penna            | Ajo Promotion               | Honda CBR 600RR | 23   | +1'05.751 | 26º     |       |
| 22º  | 100 | Topi Haarala          | Ajo Motorsport              | Honda CBR 600RR | 23   | +1'22.805 | 27º     |       |
| 23º  | 59  | Paweł Szkopek         | Intermoto Czech Republic    | Honda CBR 600RR | 23   | +1'30.392 | 25º     |       |
| 24º  | 88  | Julien Enjolras       | Tati Team Beaujolais Racing | Yamaha YZF R6   | 23   | +1'30.527 | 22º     |       |
| 25º  | 31  | Chris Peris           | Moto 1 - Suzuki             | Suzuki GSX 600R | 23   | +1'31.388 | 30º     |       |
| 26º  | 80  | Alessio Anello        | R.A. Racing                 | Honda CBR 600RR | 22   | +1 giro   | 29º     |       |

#### Ritirati
| Nº | Pilota            | Squadra                  | Motocicletta    | Giri | Griglia |
| -- | ----------------- | ------------------------ | --------------- | ---- | ------- |
| 58 | Tomas Miksovsky   | Intermoto Czech Republic | Honda CBR 600RR | 14   | 24º     |
| 89 | Jury Proietto     | Passione Moto            | Kawasaki ZX 6RR | 12   | 28º     |
| 15 | Matteo Baiocco    | Lightspeed Kawasaki      | Kawasaki ZX 6RR | 5    | 31º     |
| 69 | Gianluca Nannelli | Ducati SC Caracchi       | Ducati 749 R    | 1    | 6º      |
| 84 | Michel Fabrizio   | Italia Megabike          | Honda CBR 600RR | 1    | 5º      |

### Superstock 1000

#### Arrivati al traguardo
| Pos. | Nº | Pilota                 | Squadra                     | Motocicletta       | Giri | Tempo     | Griglia | Punti |
| ---- | -- | ---------------------- | --------------------------- | ------------------ | ---- | --------- | ------- | ----- |
| 1º   | 5  | Riccardo Chiarello     | Alstare Suzuki Corona Extra | Suzuki GSXR1000 K5 | 15   | 24'57.938 | 3º      | 25    |
| 2º   | 69 | Didier Van Keymeulen   | Yamaha Motor Germany        | Yamaha YZF R1      | 15   | +0.666    | 1º      | 20    |
| 3º   | 31 | Vittorio Iannuzzo      | Gimotorsport UnionBikeDucci | MV Agusta          | 15   | +5.079    | 2º      | 16    |
| 4º   | 55 | Massimo Roccoli        | Italia Lorenzini by Leoni   | Yamaha YZF R1      | 15   | +5.513    | 6º      | 13    |
| 5º   | 53 | Alessandro Polita      | Celani - Suzuki Italia      | Suzuki GSX 1000R   | 15   | +5.747    | 9º      | 11    |
| 6º   | 41 | Craig Coxhell          | EMS Racing                  | Suzuki GSX 1000R   | 15   | +9.117    | 8º      | 10    |
| 7º   | 9  | Luca Scassa            | Ormeni Racing               | Yamaha YZF R1      | 15   | +11.671   | 5º      | 9     |
| 8º   | 37 | William De Angelis     | Team Trasimeno              | Yamaha YZF R1      | 15   | +11.805   | 4º      | 8     |
| 9º   | 57 | Ilario Dionisi         | Celani - Suzuki Italia      | Suzuki GSX 1000R   | 15   | +15.015   | 11º     | 7     |
| 10º  | 32 | Alex Martinez          | PMS Corse                   | Yamaha YZF R1      | 15   | +19.097   | 12º     | 6     |
| 11º  | 11 | Denis Sacchetti        | PSG-1 Corse                 | Kawasaki ZX10      | 15   | +27.729   | 14º     | 5     |
| 12º  | 86 | Ayrton Badovini        | EVR Corse Biassono Racing   | MV Agusta          | 15   | +28.012   | 19º     | 4     |
| 13º  | 40 | Hervé Gantner          | Badan Yamaha                | Yamaha YZF R1      | 15   | +28.412   | 23º     | 3     |
| 14º  | 47 | Richard Cooper         | MS Akuna Racing             | Honda CBR 1000RR   | 15   | +31.592   | 18º     | 2     |
| 15º  | 24 | Marko Jerman           | MD Team Jerman              | Suzuki GSX 1000R   | 15   | +41.451   | 24º     | 1     |
| 16º  | 73 | Martin Choy            | Prista Oil Racing           | Suzuki GSX 1000R   | 15   | +45.652   | 27º     |       |
| 17º  | 88 | Victor Cox             | Beowulf Motorsport.com      | Suzuki GSX 1000R   | 15   | +46.052   | 31º     |       |
| 18º  | 14 | Pierrot Lerat-Vanstaen | Association Plein Gaz       | Suzuki GSX 1000R   | 15   | +1'09.273 | 17º     |       |
| 19º  | 51 | Jan Roar Ims           | IMS Racing                  | Yamaha YZF R1      | 15   | +1'10.243 | 32º     |       |
| 20º  | 22 | Leroy Verboven         | Herman Verboven Racing      | Suzuki GSX 1000R   | 15   | +1'19.227 | 33º     |       |
| 21º  | 68 | Daniele Vaghi          | EVR Corse Biassono Racing   | MV Agusta          | 14   | +1 giro   | 34º     |       |

#### Ritirati
| Nº | Pilota              | Squadra                     | Motocicletta     | Giri | Griglia |
| -- | ------------------- | --------------------------- | ---------------- | ---- | ------- |
| 77 | Nicolas Saelens     | Racing Dirk Van Mol         | Suzuki GSX 1000R | 14   | 25º     |
| 60 | Julián Mazuecos     | PL Motoracing               | Yamaha YZF R1    | 12   | 20º     |
| 71 | Petter Solli        | SolliRacing                 | Yamaha YZF R1    | 11   | 29º     |
| 28 | Sepp Vermonden      | Racing Dirk Van Mol         | Suzuki GSX 1000R | 8    | 21º     |
| 82 | Yann Gyger          | Team Tyger                  | Suzuki GSX 1000R | 7    | 30º     |
| 44 | Roberto Lunadei     | 44 Racing                   | Yamaha YZF R1    | 6    | 13º     |
| 45 | Gianluca Rapicavoli | Fucile Racing               | Suzuki GSX 1000R | 6    | 15º     |
| 48 | Fabrizio De Marco   | Gimotorsport UnionBikeDucci | MV Agusta        | 4    | 7º      |
| 16 | Enrique Rocamora    | HP Racing                   | Suzuki GSX 1000R | 4    | 16º     |
| 34 | José Hurtado        | Alapont Competition         | Yamaha YZF R1    | 4    | 26º     |
| 25 | Olivier Depoorter   | Autophone Racing            | Yamaha YZF R1    | 4    | 28º     |
| 12 | Denny Lannoo        | Zone Rouge                  | Yamaha YZF R1    | 2    | 35º     |

### Superstock 600

#### Arrivati al traguardo
| Pos. | Nº | Pilota                 | Squadra                     | Motocicletta    | Giri | Tempo     | Griglia | Punti |
| ---- | -- | ---------------------- | --------------------------- | --------------- | ---- | --------- | ------- | ----- |
| 1º   | 71 | Claudio Corti          | Trasimeno                   | Yamaha YZF R6   | 12   | 20'34.449 | 2º      | 25    |
| 2º   | 32 | Yoann Tiberio          | Junior Team Megabike        | Honda CBR 600RR | 12   | +0.136    | 1º      | 20    |
| 3º   | 72 | Alessandro Colatosti   | Lorini Racing               | Honda CBR 600RR | 12   | +8.239    | 4º      | 16    |
| 4º   | 88 | Andrea Antonelli       | Lightspeed Kawasaki         | Kawasaki ZX 6RR | 12   | +17.763   | 7º      | 13    |
| 5º   | 76 | Tommaso Lorenzetti     | Start Racing                | Yamaha YZF R6   | 12   | +24.036   | 6º      | 11    |
| 6º   | 79 | Domenico Colucci       | Colucci                     | Suzuki GSX 600R | 12   | +24.931   | 11º     | 10    |
| 7º   | 78 | Claudio Di Stefano     | Cipriani                    | Yamaha YZF R6   | 12   | +29.408   | 12º     | 9     |
| 8º   | 64 | Daniel Rivas Fernandez | Moto Sport Racing           | Honda CBR 600RR | 12   | +29.923   | 17º     | 8     |
| 9º   | 74 | Michele Magnoni        | Fei Racing                  | Yamaha YZF R6   | 12   | +30.050   | 13º     | 7     |
| 10º  | 59 | Niccolò Canepa         | Kawasaki Bertocchi          | Kawasaki ZX 6RR | 12   | +31.031   | 3º      | 6     |
| 11º  | 86 | Javier Hidalgo         | Hidalva Team                | Honda CBR 600RR | 12   | +32.801   | 18º     | 5     |
| 12º  | 39 | Nicky Wimbauer         | Moto 1                      | Suzuki GSX 600R | 12   | +35.190   | 14º     | 4     |
| 13º  | 11 | Ronald ter Braake      | Ten Kate Kobutex Honda      | Honda CBR 600RR | 12   | +38.957   | 23º     | 3     |
| 14º  | 68 | David Forner           | Alapont Competition         | Honda CBR 600RR | 12   | +39.924   | 24º     | 2     |
| 15º  | 99 | Jorge Villar Machado   | Alapont Competition         | Honda CBR 600RR | 12   | +45.418   | 21º     | 1     |
| 16º  | 37 | Henri Taipale          | Ajo Promotion               | Honda CBR 600RR | 12   | +45.467   | 25º     |       |
| 17º  | 70 | Luca Pelliccioni       | Bike Service                | Yamaha YZF R6   | 12   | +45.516   | 20º     |       |
| 18º  | 51 | Alessia Polita         | Celani Team - Suzuki Italia | Suzuki GSX 600R | 12   | +52.471   | 19º     |       |
| 19º  | 69 | Ondřej Ježek           | Team Erinac                 | Kawasaki ZX 6RR | 12   | +53.252   | 22º     |       |
| 20º  | 31 | Patrick McDougall      | Beowulf Motorsport.com      | Suzuki GSX 600R | 12   | +55.341   | 28º     |       |
| 21º  | 26 | Tom van Looy           | Herman Verboven Racing      | Suzuki GSX 600R | 12   | +1'02.081 | 30º     |       |
| 22º  | 24 | Daniele Beretta        | DBG Racing                  | Kawasaki ZX 6RR | 12   | +1'07.742 | 26º     |       |
| 23º  | 27 | Barry Burrell          | MS Akuna Racing             | Honda CBR 600RR | 12   | +1'07.914 | 33º     |       |
| 24º  | 12 | Roy Ten Napel          | Ten Kate Kobutex Honda      | Honda CBR 600RR | 12   | +1'10.537 | 32º     |       |
| 25º  | 22 | Danny De Boer          | Remar racing Ten Kate       | Honda CBR 600RR | 12   | +1'10.869 | 31º     |       |
| 26º  | 33 | Marek Szkopek          | Szkopek Racing              | Suzuki GSX 600R | 12   | +1'16.759 | 29º     |       |
| 27º  | 14 | Nicolas Pirot          | Zone Rouge                  | Yamaha YZF R6   | 12   | +1'20.417 | 34º     |       |
| 28º  | 41 | Davide Caldart         | WLB Racing                  | Yamaha YZF R6   | 12   | +1'27.442 | 36º     |       |
| 29º  | 77 | Markéta Janáková       | WLB Racing                  | Yamaha YZF R6   | 11   | +1 giro   | 35º     |       |

#### Ritirati
| Nº | Pilota              | Squadra                     | Motocicletta    | Giri | Griglia |
| -- | ------------------- | --------------------------- | --------------- | ---- | ------- |
| 13 | Gabriele Perri      | SBP Racing                  | Kawasaki ZX 6RR | 10   | 16º     |
| 73 | Andrzej Chmielewski | DFXtreme Majestic           | Yamaha YZF R6   | 8    | 27º     |
| 16 | Agustín Pérez Muñoz | Alapont Competition         | Honda CBR 600RR | 7    | 10º     |
| 96 | Jonathan Gallina    | Junior Team Italia Megabike | Honda CBR 600RR | 7    | 8º      |
| 19 | Xavier Siméon       | Alstare Suzuki Corona Extra | Suzuki GSX 600R | 3    | 9º      |
| 55 | Loic Napoleone      | Lightspeed Kawasaki         | Kawasaki ZX 6RR | 3    | 15º     |